# NGC 621
NGC 621 es una galaxia lenticular (SB0) localizada en la dirección de la constelación de Triangulum. Posee una declinación de +35° 30' 45" y una ascensión recta de 1 horas, 36 minutos y 48,9 segundos.
La galaxia NGC 621 fue descubierta el 24 de noviembre de 1883 por Édouard Stephan.